# USS White Plains (CVE-66)
Pour les autres navires du même nom, voir USS White Plains.
L'USS White Plains (ACV/CVE/CVU-66) est un porte-avions d'escorte de classe Casablanca en service dans l'US Navy durant la Seconde Guerre mondiale.
Commandé en juillet 1942 sous le nom de Elbour Bay, sa quille est posée en vertu du contrat de la United States Maritime Commission le 11 février 1943 au chantier naval Kaiser Shipyards de Vancouver, dans l'État de Washington. Renommé White Plains le 3 avril, il est lancé le 27 septembre 1943, parrainé par l'épouse de l'amiral Marc A. Mitscher ; et mis en service à Astoria (Oregon) le 15 novembre 1943 sous les ordres du capitaine Oscar A. Weller.

## Historique

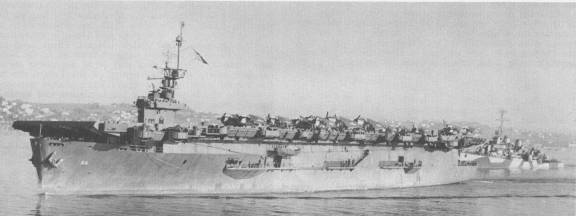
L'USS White Plains à San Diego le 8 mars 1944.

Après des entraînements au large de l'Oregon en décembre, l'USS White Plains rejoint San Diego le 21 décembre. Pour son premier déploiement à travers le Pacifique, il rejoint les îles Gilbert. Il livra notamment des avions à Tarawa avant de rejoindre Pearl Harbor. Au cours des prochains mois, le navire mena des opérations aériennes et une formation de soutien amphibie au large d'Hawaï. Le navire vit ses premières opérations militaires à la fin du mois de mai 1944. Il fut déployé avec une force opérationnelle pendant la campagne des Mariannes, effectuant des patrouilles aériennes et anti-sous-marines. Lors de son deuxième déploiement dans la zone des Mariannes, il participa à l'assaut de Tinian en juillet 1944.
En août 1944, le White Plains rejoint la force navale préparant l'invasion des Palaos, celle-ci débutant le 15 septembre. En octobre, il est déployé pour l'invasion des Philippines en fournissant un soutien aérien aux troupes tout en luttant contre les attaques des sous-marins japonais.
Appareillant le 12 octobre, il rejoint l'unité spéciale « Taffy 3 » du contre-amiral Clifton Sprague, composée de six autres CVE et de leurs escortes rapprochés. À compter du 20 octobre 1944, en pleine bataille du golfe de Leyte, ses avions lancent des frappes contre les Japonais au large des côtes de Leyte. Ces opérations menées depuis l'est de l'île de Samar se sont poursuivies jusqu'au matin du 25, date à laquelle une force de navires de guerre japonais sont aperçus au nord-ouest. Vers 07 h 00 du matin, les premières salves du puissant cuirassé japonais Yamato sont tirés vers le White Plains qui le manque de peu. Précédemment endommagé par l'aviation des Natoma Bay, Manila Bay, Kitkun Bay et Ommaney Bay, le White Plains attaque à son tour le Chōkai avec son unique canon de 127 mm, lui endommageant ses plates-formes lance-torpilles bâbord, qui en explosant mettent ses machines hors de combat et l'immobilisent. C'est le destroyer Fujinami qui recueille ses rescapés et le saborde. Le White Plains est également légèrement endommagé par les canons de 6 pouces du croiseur japonais Noshiro.

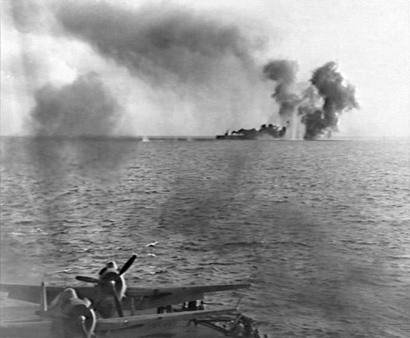
L'USS White Plains, sous le feu japonais, vu depuis l'USS Kitkun Bay, le 25 octobre 1944 au large de Samar.

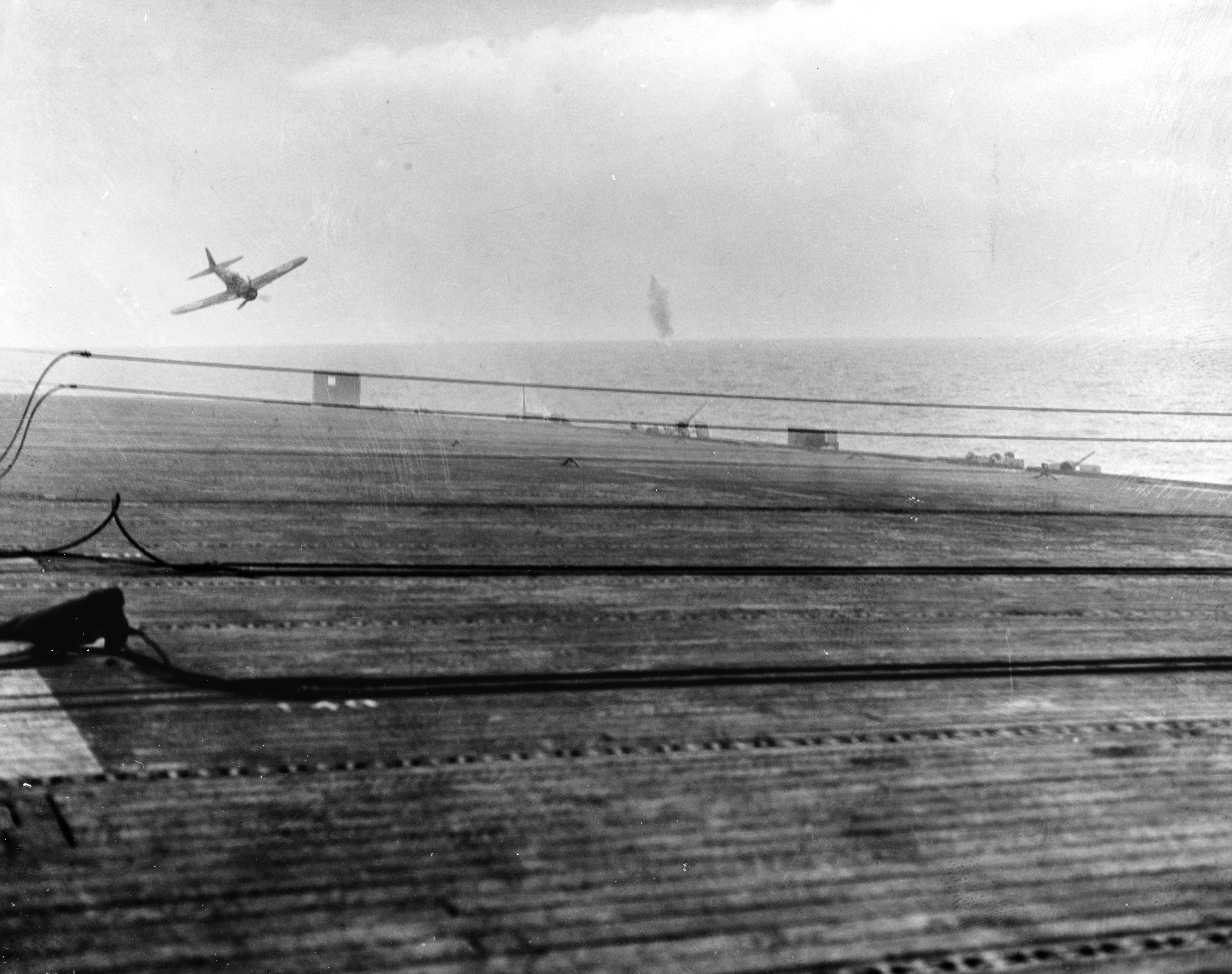
Le White Plains attaqué par un kamikaze pendant la bataille de Samar le 25 octobre 1944. Il manqua sa cible et heurta l'eau.

Après un répit de 90 minutes, le groupe localise à 10 h 50 une formation de neuf chasseurs japonais Mitsubishi A6M "Zeke", lançant des attaques kamikazes simultanées. Le White Plains est visé par deux d'entre eux. Face à la farouche défense de ses artilleurs antiaériens, le premier changea de cap et alla s'écraser sur l'USS St. Lo tout proche. Le second poursuivit sa route dans sa direction, avant d'être abattu quelques instants avant le choc, les débris éparpillés sur le pont et les flancs du navire ne fit que onze victimes légères. L'USS White Plains rejoint ensuite Manus qu'il atteint le 31 octobre, avant de rejoindre le continent américain, accostant à San Diego le 27 novembre pour des réparations permanentes.
De nouveau opérationnel en janvier 1945, le White Plains transite durant les derniers mois de la guerre entre Kwajalein, Hollandia, Ulithi, Saipan, Guam, Leyte et Pearl Harbor, participant à ce moment-là à aucune action majeure. Il retrouve la zone de front en avril 1945 durant l'opération amphibie d’Okinawa, lorsqu'il opère à moins de 100 miles de l’île pour lancer deux escadrons de chasseurs F4U Corsair avec pour objectif d'établir une base aérienne avancée sur l'île.
Après la fin de la guerre, il retourne aux États-Unis et est détaché pour participer à l'opération Magic Carpet, chargé de rapatrier les prisonniers de guerre américains. À la fin de cette mission, le White Plains rejoint le port de Boston le 17 février 1946 où il est désarmé le 10 juillet. Unité de la flotte de réserve de l'Atlantique pendant 12 ans, le porte-avions est redésigné CVU-66, avant d’être rayé des registres le 1er juillet 1958 et vendu pour démolition le 29 juillet à la Hyman Michaels Company de Chicago. Il est démoli à Baltimore en août 1959.

## Décorations
Le White Plains a reçu la Presidential Unit Citation, la Philippine Republic Presidential Unit Citation et cinq battles stars pour son service pendant la Seconde Guerre mondiale.